# Talalolae
Talalolae é um ilhéu do atol de Nui, do país de Tuvalu.